# District de Villeneuve
Le district de Villeneuve est une ancienne division territoriale française du département de Lot-et-Garonne de 1790 à 1795.
Il était composé des cantons de Villeneuve, Casseneuil, Hautefage, Livrade, Monclar, Montaigu, Penne, Pujols, Roquecort et Tournon.